# Championnats d'Europe de course en montagne 2005
Navigation
2004 2006
Les championnats d'Europe de course en montagne 2005 sont une compétition de course en montagne qui s'est déroulée le 10 juillet 2005 à Heiligenblut en Autriche. C'est la course de montagne du Grossglockner qui accueille l'épreuve. Il s'agit de la onzième édition de l'épreuve.

## Résultats
Les championnats se déroulent le lendemain de la course traditionnelle. Le départ de la course féminine est donnée à Winkl. Le parcours mesure 10,06 km pour 1 335 m de dénivelé. La course se déroule sous une pluie battante. L'athlète locale Andrea Mayr domine la course du début à la fin et termine avec près de deux minutes d'avance sur la championne en titre Anna Pichrtová. Le podium est complété par la Suissesse Angéline Joly. Le Royaume-Uni et l'Italie se retrouvent ex æquo au classement par équipes mais l'avantage revient au Royaume-Uni grâce à la 19e place de Lyn Wilson face à la 20e place de Flavia Gaviglio. La République tchèque complète le podium.
La course masculine se dispute sur le parcours complet de la course. Il mesure 12,95 km et 1 502 m de dénivelé. L'Autrichien Florian Heinzle, porté par son public, remporte la course. Le surprenant Helmut Schiessl parvient à battre le champion Marco De Gasperi pour s'offrir la deuxième marche du podium. L'Italie remporte le classement par équipes devant le Royaume-Uni et la France.

### Individuels
| Rang               | Athlète          | Pays        | Temps           |
| ------------------ | ---------------- | ----------- | --------------- |
| Médaille d'or      | Florian Heinzle  | Autriche    | 1 h 11 min 36 s |
| Médaille d'argent  | Helmut Schiessl  | Allemagne   | 1 h 12 min 16 s |
| Médaille de bronze | Marco De Gasperi | Italie      | 1 h 12 min 35 s |
| 4                  | Raymond Fontaine | France      | 1 h 13 min 8 s  |
| 5                  | Robert Krupička  | Tchéquie    | 1 h 13 min 10 s |
| 6                  | Martin Bajčičák  | Slovaquie   | 1 h 13 min 38 s |
| 7                  | Marco Gaiardo    | Italie      | 1 h 13 min 41 s |
| 8                  | Martin Cox       | Royaume-Uni | 1 h 14 min 6 s  |

| Rang               | Athlète               | Pays        | Temps           |
| ------------------ | --------------------- | ----------- | --------------- |
| Médaille d'or      | Andrea Mayr           | Autriche    | 1 h 7 min 42 s  |
| Médaille d'argent  | Anna Pichrtová        | Tchéquie    | 1 h 9 min 38 s  |
| Médaille de bronze | Angéline Joly         | Suisse      | 1 h 10 min 44 s |
| 4                  | Svetlana Demidenko    | Russie      | 1 h 11 min 3 s  |
| 5                  | Vittoria Salvini      | Italie      | 1 h 11 min 34 s |
| 6                  | Nathalie Etzensperger | Suisse      | 1 h 13 min 24 s |
| 7                  | Mary Wilkinson        | Royaume-Uni | 1 h 13 min 35 s |
| 8                  | Victoria Wilkinson    | Royaume-Uni | 1 h 13 min 44 s |

### Équipes
| Rang               | Pays                                                                                                | Points |
| ------------------ | --------------------------------------------------------------------------------------------------- | ------ |
| Médaille d'or      | Italie Marco De Gasperi (3e) Marco Gaiardo (7e) Gabriele Abate (10e) Davide Chicco (25e)            | 20     |
| Médaille d'argent  | Royaume-Uni Martin Cox (8e) Steve Vernon (9e) Andi Jones (14e) Tim Davies (17e)                     | 31     |
| Médaille de bronze | France Raymond Fontaine (4e) Julien Rancon (13e) Jean-Christophe Dupont (19e) Georges Burrier (38e) | 36     |

| Rang               | Pays                                                                                                   | Points |
| ------------------ | --- | ------ |
| Médaille d'or      | Royaume-Uni Mary Wilkinson (7e) Victoria Wilkinson (8e) Lyn Wilson (19e) Tracey Brindley (DNF)         | 34     |
| Médaille d'argent  | Italie Vittoria Salvini (5e) Antonella Confortola (9e) Flavia Gaviglio (20e) Monica Morstofolini (28e) | 34     |
| Médaille de bronze | Tchéquie Anna Pichrtová (2e) Irena Šádková (18e) Pavla Matyášová (21e) Pavla Havlová (25e)             | 41     |